# Históriás ének
A históriás ének sajátosan magyar epikai, illetve műzenei műfaj, amely a 16. században, a török hódoltság korában alakult ki, abban az időszakban, amikor a magyar zenei élet (is) erősen visszaesett fejlődésében. A Mátyás király idejében éppen elkezdődött fejlődés, a többszólamúság irányában megtett első lépések gyakorlatilag megszakadtak. Ekkor alakult ki a históriás ének, a régi magyar műzene első műfaja. Papok, diákok, iskolamesterek, katonák járták az országot, és lanttal vagy hegedűvel kísérve magukat, történeteket meséltek a jelen vagy a közelmúlt országos jelentőségű eseményeinek köréből. Ezek a dalszerzők és többnyire egyben előadók is, általában nem rendelkeztek különösebb zenei műveltséggel (kivéve Tinódit és Sztáray Mihályt), ezért is a históriás énekek egyértelműen népi gyökerekkel rendelkeztek. A legjelentősebb énekmondó Tinódi Lantos Sebestyén volt, aki képzett zenészként ismerte az európai zenét, és ezt képes volt ötvözni a hazai hagyományokkal, részt vállalva a magyarság első reprezentatív műzenéjének létrehozásában.
A históriás énekek dallamát két kiadványból ismerjük: Tinódi Cronica című, 1554-ben kiadott könyvéből és a szintén akkoriban megjelent ún. Hoffgreff-énekeskönyvből. Mindkét kiadványt Kolozsvárott nyomtatták. A két énekeskönyv összesen mintegy negyven éneket őrzött meg, és a régi magyar műzene első alkotásait képviselik. Ezeken kívül nem sok dallam maradt fenn a korból, énekszöveg azonban jóval nagyobb számban, több mint 250. Előadásmódjukról közvetlen információ nem maradt fenn, de a későbbi népballadák előadása és korabeli írott források alapján lehet tudni, hogy az énekeket lant- vagy hegedűkísérettel adták elő, és a hangszer vagy a melódiát játszotta, vagy az intonációt támasztotta alá. Ekkor a históriás énekek még bárhol elhangozhattak, még nem alakult ki az éles határ a népi és az úri hagyomány, vagy a vallásos és a profán világ között.
Jelentőségük abban nyilvánul meg, hogy a magyar zenét – ugyan még az egyszólamúság keretei között – átmentették a következő időszakra, a 17. századra, amikor a világi zenében a históriás énekekről a hangsúly az önálló lírai dalokra tevődött át (Balassi Bálint énekköltészete, az ún. Rákóczi-dallamkör). A históriás dallamok legtovább az egyházi népénekekben maradtak fenn. A magyar históriás énekeket először Heltai Gáspár gyűjtötte össze Cancionale című, 1574-ben  kiadott művében.